# Silvia de Esteban
Silvia de Esteban Niubo (...) è una modella spagnola incoronata Miss International 1990.
Fu la seconda rappresentante della Spagna ad ottenere il titolo, dopo Pilar Medina Canadell vincitrice di Miss International nel 1977.